# William Russell Lane-Joynt
William Russell Lane-Joynt (n. 27 martie 1855, Limerick, Munster⁠(d), Irlanda – d. 6 iunie 1921, Dublin, Regatul Unit al Marii Britanii și Irlandei) a fost un trăgător de tir ce a reprezentat Irlanda, medaliat olimpic. A participat la o ediție a Jocurilor Olimpice (1908) în care a câștigat o medalie de argint.

## Participări
Lista de mai jos prezintă principalele competiții la care a participat William Russell Lane-Joynt de-a lungul carierei.
- shooting at the 1908 Summer Olympics – men's team single-shot running deer[*]